# NGC 1677
NGC 1677 je galaksija u zviježđu Eridanu.

## Vanjske poveznice
- SEDS: NGC 1677